# シラサギカヤツリ
シラサギカヤツリ（白鷺蚊帳吊り、学：Rhynchospora colorata）は、カヤツリグサ科ミカヅキグサ属に属する多年草。学名から、リンコスポラとも呼ばれる。英名にはシューティングスター、スターグラス、ディクロメナがある。

## 特徴
葉は細く剣先の様に先端が尖り、根本の先端に密生して、カヤツリグサ科特有の三角形の茎の先端に5～8枚つける。茎の途中には葉は付かず、滑らかな手触りをしている。白い花が咲いている様に見えるが、花弁に見える部分は総苞であり、本来の花は先端の褐色の部分である。花（小穂）は、長さ5～10ｍｍ程度で花弁が退化しており、鱗状に重なっている。茎は叢生し、草丈は50～70㎝まで成長する。冬季は地上部は枯死し、越冬する。

## 分布
北アメリカ南部～南アメリカ北部のカリブ海湾岸の熱帯地域が原産地である。北アメリカではアメリカ合衆国南部、中央アメリカではメキシコ、ベリーズ、グアテマラ、南アメリカではベネズエラ、仏領ギアナ、西インド諸島に自生している。また、アジアのバングラデシュやベンガル地方、カンボジア等には帰化が確認されている。耐湿性に優れるため、常時水に浸かっている湿地にも進出している。

## 栽培方法
安定して15℃以上の温度がある場所では花は一年中咲かせる（四季咲き性）。日本では屋外で管理する場合、5～10月の間が花期にあたる。植え替え、植え付けもこの時期に行う。肥料も同時期に与える。但し、肥沃な土壌を好まない為、施肥は控えめにする。葉の外側に斑が入る斑入りの種も流通している。10℃未満の環境下に置かれると、休眠に入る。土壌は真砂土以外の一般的な培養土であれば土を選ばず育つ。水に浸して栽培する場合、赤玉土などに植え付ける。メダカ等の魚類と混浴をさせる際は化学肥料の施肥は避けるようにする。葉縁は鋭く返しが付いているので手などを切らないよう気を付けて管理する。花言葉は「高貴」「幸運」「高尚」などがある。

## 名称について
属名Rhynchosporaは、「嘴」を意味するRhynchos＋と、「種子」を意味するSporaの合成語である。痩花の先端に嘴状の部分がある事にちなむ。種小名のcolorataは、「色の付いた」という意味になる。

## ギャラリー

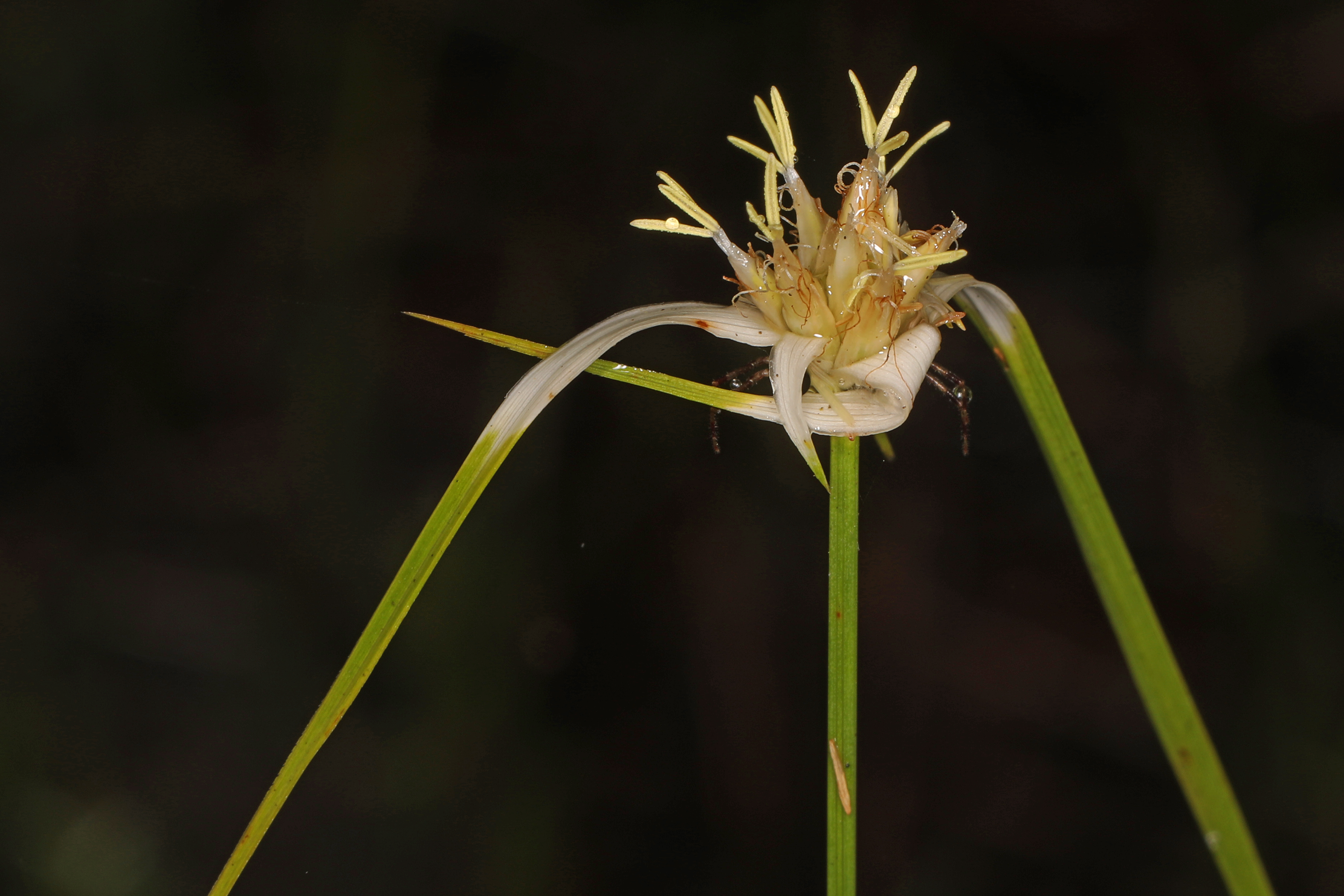
開花している花
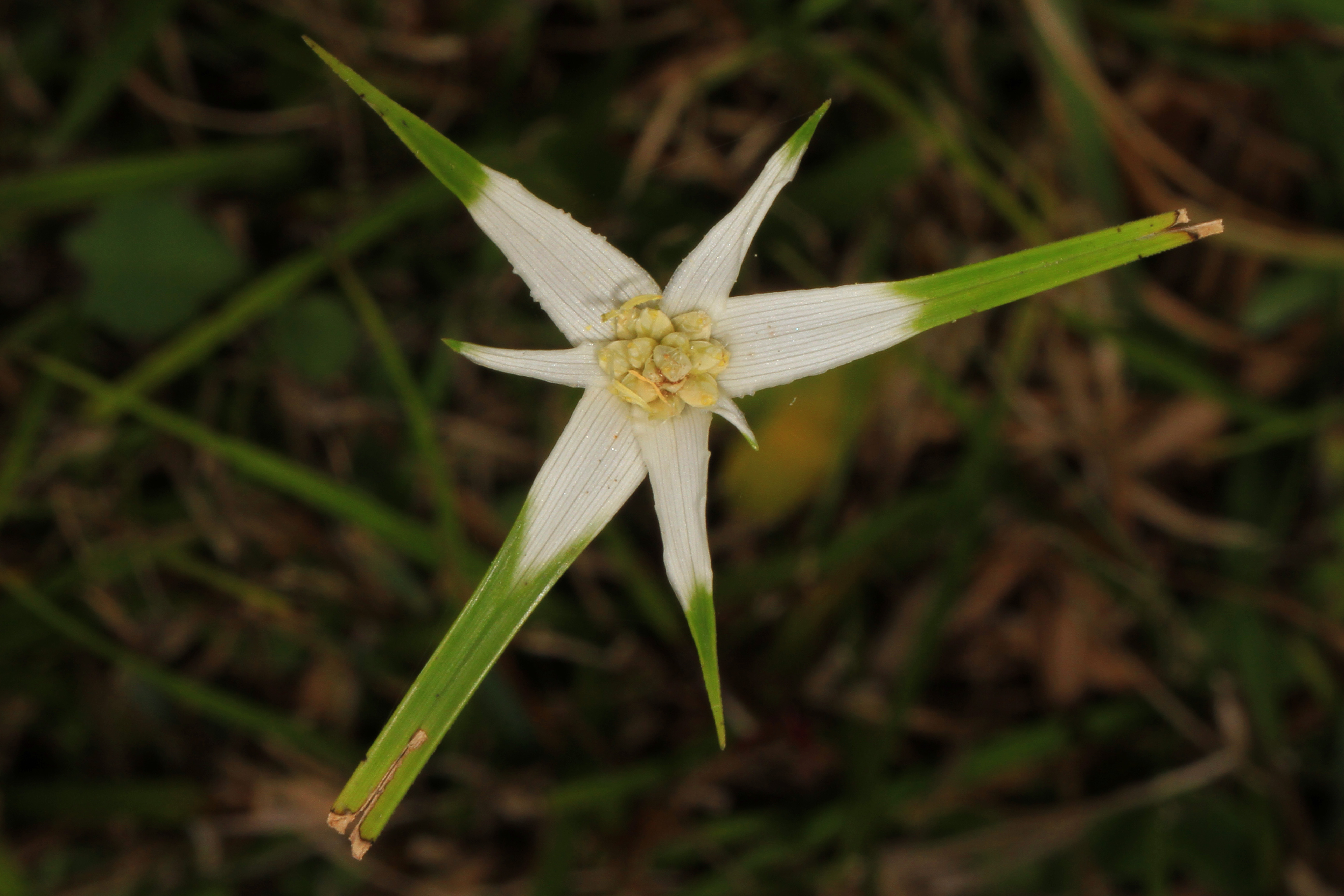
上から見たもの
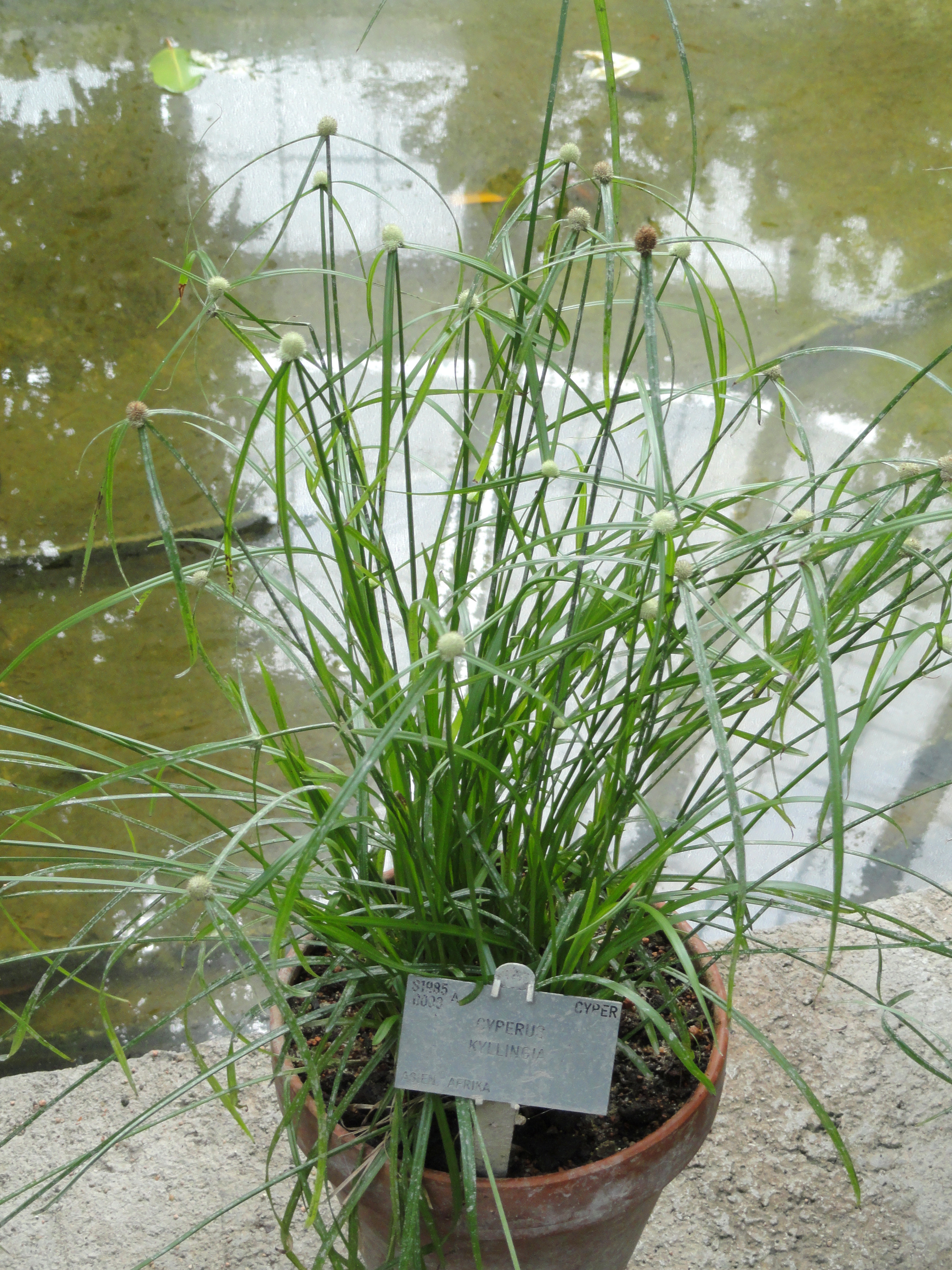
全容